# Wesemichshof
Wesemichshof (auch Wesemichhof genannt) ist ein Gemeindeteil der Gemeinde Kleinkahl im unterfränkischen Landkreis Aschaffenburg in Bayern. Wesemichshof war Sitz des Königlich bayerischen Bergwerksamtes.

## Geographie
Die Einöde liegt im oberen Kahlgrund an der Staatsstraße 2305 zwischen Großkahl und der Bamberger Mühle am Habersbach. Westlich und östlich befinden sich der Habersberg (428 m) und der Lindenberg (400 m).

## Geschichte
Etwa einen Kilometer südwestlich des Glashüttenhofes stand um 1780 das erste Bergwerk-Waschhaus im Spessart, in dem auch die Amtsstube des Bergamtes untergebracht war. Es war eine Außenstelle der Königlich Bayerische General-Bergwerks- und Salinen-Administration in München und verwaltete die Bergwerke im Spessart. Am Südosthang des Habersberges befand sich das Erzbergwerk Grube „Hilfe Gottes“ (nicht zu verwechseln mit der Grube „Segen Gottes“ bei Huckelheim). Dort wurden unter der Herrschaft der Grafen von Schönborn bis etwa 1835 Kupfer- und Bleierze gefördert.
Das Waschhaus wurde um 1790 aufgegeben, da die Abgänge des Bergwerkes für die Fische der Kahl schädlich waren. 1837 wurde das Gebäude abgebrochen. Um das Jahr 1930 bestand der Wesemichshof aus drei kleinen Wohnhäusern und einigen Nebengebäuden. Im größten Haus befand sich ein Hammerwerk zum Zerkleinern der gewonnenen Metalle mit einem übergroßen Mühlrad.
Heute gehört der Wesemichshof zur Gemeinde Kleinkahl und liegt auf der Gemarkung von Großkahl.